# (6679) Gurzhij
(6679) Gurzhij es un asteroide perteneciente al cinturón de asteroides, descubierto el 16 de octubre de 1969 por la astrónoma soviética Liudmila Chernyj desde el Observatorio Astrofísico de Crimea (República de Crimea, Rusia).

## Designación y nombre
Designado provisionalmente como 1969 UP1. Fue nombrado en homenaje al ingeniero ucraniano Andrej Nikolaevich Gurzhij.